# Hoya de Cervera
La Hoya de Cervera es un maar del interior de la península ibérica, ubicado entre los municipios españoles de Almagro y Aldea del Rey, en la provincia de Ciudad Real, al este de la Hoya del Acebuche. Pertenece a la provincia volcánica de Calatrava.

## Descripción

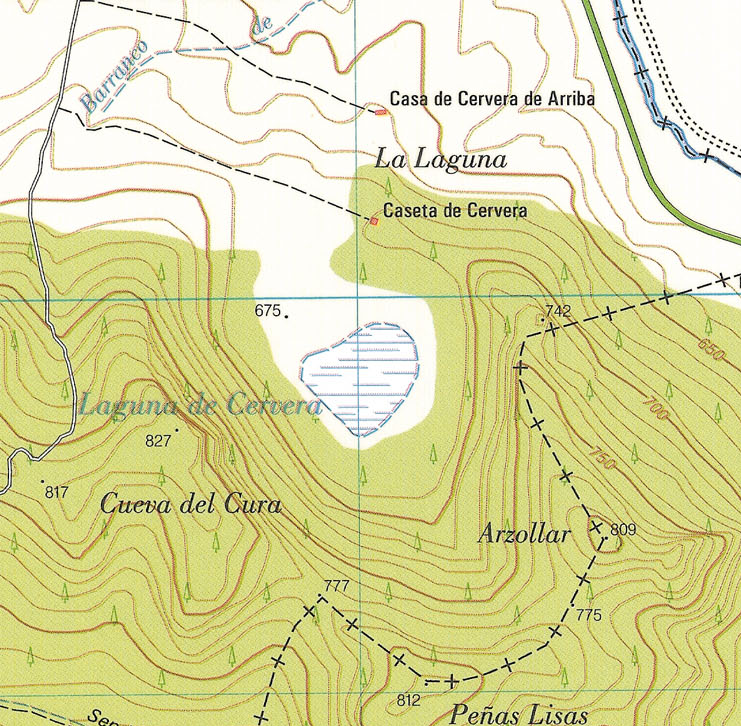
Maar de la Hoya de Cervera en la hoja 811-I del Mapa Topográfico Nacional. © Instituto Geográfico Nacional.

Está ubicado en el término municipal ciudadrealeño de Almagro, en la comunidad autónoma de Castilla-La Mancha.
La laguna de Hoya de Cervera se caracteriza por tener su origen en un cráter de explosión hidromagmática de tipo maar con una geometría completa, compuesto por su anillo de tobas y brechas y por una oleada piroclástica de notables dimensiones. Además de los piroclastos hidromagmáticos que conforman el citado anillo, existen materiales fragmentarios de cuarcitas y pizarras angulosas, procedentes de la sierra paleozoica, en la colada piroclástica.
En conjunto posee un alto valor paisajístico, al estar constituido por una profunda depresión instalada en la vertiente norte de la sierra del Arzorllar, contrastando la pared cuarcítica que limita la Hoya por el sur, con el anillo de tobas y la oleada piroclástica hacia el norte, reconociéndose todos los elementos del maar, e incluso la laguna temporal que se forma en el interior el cráter en época de lluvias.
Obtuvo el estatus de Monumento Natural en octubre de 1999.  El espacio tiene una superficie de 284 ha.

## Aspecto
Tiene un cráter de 1 km de diámetro y una profundidad de 140 m. Se trata del cráter de un pequeño cono volcánico, con una pared medio derrumbada, con el valle redondeado mirando hacia el N, donde sale los restos del flujo piroclástico del volcán.

## Vulcanismo
Sus erupciones fueron freatomagmáticas, donde expulsaron lavas viscosas hacia el río Jabalón, que se sitúa a sus orillas. La colada de lava se junta con el del volcán de El Aprisco 

## Alrededores

### Volcán El Aprisco
En las cercanías del Cervera, se encuentra el volcán El Aprisco, que se trata de un antiguo estratovolcán. Está medio derrumbado, pero se encuentra algunas coladas de lava que se dirigen hacia el Jabalón. Al SO del Aprisco, y casi al lado, se encuentra un pequeño cono volcánico que se considera la última erupción de El Aprisco, este cono volcánico es llamado como Cerrilos del Sapo. El volcán El Aprisco está entre los límites de Almagro y Aldea del Rey, mientras que Cerrillos del Sapo, está totalmente dentro de Aldea de Rey.